# Entomophaga transitans
Entomophaga transitans är en svampart som först beskrevs av S. Keller, och fick sitt nu gällande namn av A.E. Hajek & Eilenberg 2003. Entomophaga transitans ingår i släktet Entomophaga och familjen Entomophthoraceae.   Inga underarter finns listade i Catalogue of Life.